# جينيفر وايتهيد
جينيفر وايتهيد (بالإنجليزية: Jennifer Whitehead)‏ (7 مارس 1977 - ) هي لاعبة كرة طائرة الولايات المتحدة.

## وصلات خارجية
- جينيفر وايتهيد على موقع عالم الكرة الطائرة (الإنجليزية)